# パプアニューギニアにおける魔女狩り
パプアニューギニアにおける魔女狩りは、21世紀になってもなお続いている。一般に「サングマ」として知られる妖術を悪意を持って使ったとされる、主に女性の被害者を狙った攻撃である。2012年、パプアニューギニア法改革委員会は、1980年代以降、呪術に関連した攻撃が増加していると結論づけた。例えば、シンブ州だけでも毎年150件以上の魔女狩りが発生している。また、地元の活動家によれば、呪術の告発によって家を追われた人は、のべ5万人を超えるという。
魔女狩りの性質は、民族的に非常に多様な国であるパプアニューギニアでは地域によって異なるが、ほとんどの場合、家族や友人の病気や死がきっかけで魔女が告発され、親族や他の村人たちが、自分たちの不幸の原因を作ったと信じる「魔女」と疑われる人物に復讐しようとする。魔女の烙印を押された人々への攻撃は通常非常に暴力的で、被害者はしばしば長期にわたる肉体的、精神的、性的拷問を受ける。深刻なケースでは、訴えられた魔女は大群衆によって残忍な方法で殺される。例えば、生きたまま焼かれるのは今でもよくある処刑方法である。
パプアニューギニアで魔女狩りが起こる背景には、多くの原因がある。高確率のHIV/AIDS、薬物乱用やアルコール乱用による病気の増加、一般的に質の高い医療が提供されていないことが、多くのパプアニューギニアの村で早すぎる死を増加させ、それが通常サングマ告発の基礎となっている。天然資源を採取するための土地の使用や、新たな開発、急速な近代化によって引き起こされた移住や社会的混乱も、サングマ信仰の混乱と拡散につながり、パプアニューギニアで魔女狩りが活発になった。

## 概要
魔女狩りは、被害者が病気や死、その他の不幸のスケープゴートとして、隣人や親戚、その他の村のメンバーから選別された後に開始される。村が魔女を特定するために、「呪術医」（魔術を実践しているが、悪意ある目的のために魔術を使わないことを公言している人）の助けを求めることもある。呪術医は多くの村で認められている職業であり、呪術医には高額の報酬が支払われることが多い。
アムネスティ・インターナショナルによれば、男性が魔女として告発されることは知られているが、女性や少女が魔女の烙印を押される可能性は男性の6倍である。シングルマザー、未亡人、病弱な人、精神病の人、もし魔女の烙印を押された場合に自分を擁護し守ってくれる男性の親族が少ない女性など、より弱い立場の女性が特に危険にさらされている。 その理由のひとつは、悪霊は女性の子宮に宿ることを好むため、男性よりも女性の身体の方が「魔女の霊」を宿すのに適しているという考えである。また、黒魔術の能力は代々受け継がれると信じられているため、家族の誰かが過去に同じ罪で訴えられたことがあると、魔女の烙印を押される可能性が高くなる傾向がある。
魔術の疑いをかけられた者は、罪を「証明」するための自白を引き出すために拷問を受けることがある。拷問の方法には、殴打（有刺鉄線を使うこともある）、火にかける、熱いアイロンで焼く、体の一部を切る、皮を剥ぐ、切断する、レイプするなどがある。たとえば、2017年11月には、少女がいとこの病気のせいにされ、カイカイ・レワ（心臓を食べた）と診断された。 その直後、少女は拉致され、魔術を認めさせ、いとこの心臓を「返す」ように仕向けるため、足首を縛られ、熱い鉈で皮を剥がされるという拷問を5日間受けた。
サングマの被害者とされた者が回復しない場合、告発された魔女は復讐の手段として大群衆に殺されることがある。魔女の烙印を押された者は、様々な残忍な方法で処刑される。例えば、国中の魔女狩りで、被害者が絞首刑にされたり、生きたまま焼かれたり、鉈で切りつけられたり、石打ちにされたり、生き埋めにされたりした事例がある。たとえ被告人が生き延びたとしても、ほとんどの場合、魔術に関連した攻撃による肉体的、性的、精神的な拷問の影響は、生存者に長期にわたるトラウマをもたらす。

## 原因

### 急速な発展
パプアニューギニアは天然資源に恵まれた国で、ここ数十年の間に急速な勢いで近代化と工業化が進んだ。例えば、オーストラリアのシンクタンク、ローウィー研究所によると、中国は2011年から2019年の間に、200を超えるさまざまな開発プロジェクトに約59億ドルを投資した。開発のスピードとその不均衡は、より多くの人々が職を求めて村を離れたり、天然資源の採掘のために土地を追われるなど、大きな社会的混乱を引き起こしている。その結果、伝統的な権威者（村長や長老）や部族の司法制度がないまま、経済移民による新しい村が形成され、サングマの告発に対処することができなくなった。多くの場合、アルコールや薬物の影響を受けた若者が率いる手に負えない怒れる暴徒が、自分たちの不幸のスケープゴートとして魔女狩りで無実の人々を標的にすることを許している。
さらに、携帯電話やインターネットのようなテクノロジーへのアクセスが向上し、新しい道路が建設されたことで、かつては互いに孤立していた村が、国内の他の地域とつながった。そのため、開発によって、パプアニューギニアの人里離れた高地にある伝統的に孤立した集落から、低地の町や都市へとサングマ信仰が広まりやすくなった。ソーシャルメディアはまた、魔術の告発がより早く、より広範囲に広がることを可能にした。例えば、危険なサングマ告発のために故郷を追われた魔女とされる人物が、フェイスブックのバイラル投稿からその存在を知られ、移住先の村で襲撃されたという事例がある。

### 嫉妬心

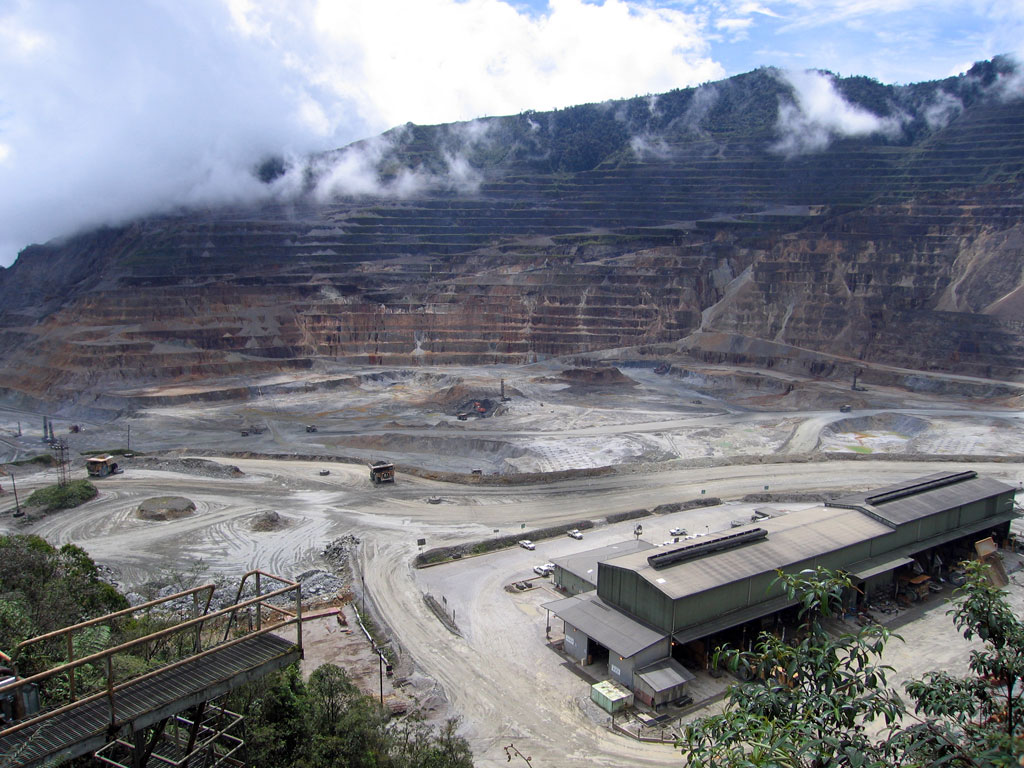
パプアニューギニアの鉱山

最近の魔女狩りの増加は、パプアニューギニアの近年の鉱業ブームによる経済的嫉妬の結果であり、貧富の差が著しく拡大したためだと主張する人物もいる。この経済格差が裕福でない人々の間に恨みを生み、裕福な隣人や親戚の土地や財産を奪い、彼らが自分たちの発展を続けるのを阻止する口実として、魔術に関連した攻撃が行われるようになった。
魔女狩りは、近年徐々に経済的に自立してきた女性に対する嫉妬によって、より具体的に引き起こされてきたとも言える。例えば、会社を経営し、弁護士や医療専門家になり、公職に立候補する女性が増えている。カトリック、マウント・ハーゲンのダグラス・ヤング大司教は、パプアニューギニアの若い男性（その70〜90％は失業者）は、女性が社会の中で伝統的な男性の役割を担っているのを見ると、自分たちの権力を再び誇示し、報復したいと願い、魔女狩りやコミュニティの弱い立場にある女性に対する残忍な暴力行為につながると述べ、この考えを裏付けている。

### 加害者に対する法的措置の欠如
暴力の背景にあるもうひとつの理由は、加害者が魔女狩りで有罪判決を受け、起訴されることがほとんどないことだ。オーストラリア国立大学の20年にわたる調査によると、1440件の拷問と600件の殺害事件で、起訴に成功した加害者は1％にも満たない。その主な理由は、第一に、魔女狩りの目撃者や生存者が、声を上げることで自分や財産への攻撃を誘発することを恐れていることである。さらに、パプアニューギニアの警察は人員不足で給料も低く、被害者が本物の魔女であると加害者と同じように信じる者もいる。過密な刑務所も、こうした犯罪の捜査を躊躇させている。
さらに2013年まで、同国には殺人犯が法廷で魔術の疑いを正当な抗弁として使うことを認める法律もあり、1971年の魔術法では「魔術というものが存在し、魔術師は特別な力を持っていて、それを良い目的のために使うこともあるが、悪い目的のために使うことの方が多い」という「国中の広範な信仰」を認めていた。

### 貧弱な医療サービス
パプアニューギニアでは、人口の約80％が人里離れた農村部に住んでおり、その多くは電気も水も医療も行き届いていない。こうした貧しい生活水準と、多くの人々が質の高い医療を受けられないという事実のために、予防可能な早期死亡が多発している。この問題は、HIV/AIDS、アルコールや薬物に関連した病気や死亡（心臓発作や脳卒中など）、新型コロナウイルスの流行によって悪化している。以前は知られていなかった病気が蔓延し、早すぎる死が増加していることに加え、教育水準が低いため、人々は自分たちの苦しみの原因となるスケープゴートを探し求め、地域社会での突然の死や病気を説明するために、呪術のような非合理的な迷信に頼る可能性が高まっている。

## 魔女狩りをなくす取り組み
パプアニューギニア政府は、魔女狩りや烙印を押す行為を防止するための法的努力を行ってきた。その最も顕著な例のひとつが、2013年に1971年に制定された魔術法の廃止である。この物議を醸した法律は、魔術の存在を認め、それを犯罪とし、告発された魔女を最高2年の禁固刑に処した。この法律のもとでは、殺人犯も法廷で魔術の申し立てを正当な抗弁として用いることができ、魔術が事件に関与していた場合は実刑が軽減された。さらに同年、魔術に関連したリンチや殺人を減らすため、殺人に対する死刑が再び導入された。魔女狩りに対するこのような法的取り締まりは、魔術を使って少年を殺したとして告発され、暴徒に生きたまま焼き殺された20歳の女性、ケパリ・レニアタの事件がメディアで大きく取り上げられたことがきっかけだったと多くの人が考えている。
このような法改正の効果が疑問視されているのは、国内では呪術告発に関連した暴力が依然として増加傾向にあるためだ。オーストラリア国立大学の20年にわたる調査によると、呪術に関連した拷問や殺害の2000件以上の事件のうち、起訴されたのは加害者の1％未満であった。
国内および国際的な非政府組織（NGO）は、パプアニューギニアにおける魔女狩りを終わらせるための活動において重要な役割を果たしている。NGOの多くは、例えば会議やワークショップを開いたり、村長や地元の有力者に働きかけたりして、魔女狩りの悪影響についてコミュニティを教育することに重点を置いている。 NGOもまた、有害な迷信に弱いコミュニティの貧困を軽減するための措置を講じることで、魔女狩りや烙印と闘っている。例えばオックスファムは、魔女烙印の一般的な引き金となる病気や早死の可能性を減らすため、清潔な水へのアクセス、衛生教育、農業慣行の改善を提唱している。
反魔女狩りの活動家たちも、この慣習に反対する闘いを支援してきた。例えば、ルース・キッサムはコミュニティ・オーガナイザーであり人権活動家で、2013年に1971年の魔術法の廃止を提唱し、その撤廃の成功に重要な役割を果たした。現在、キッサムは母子保健、教育、ジェンダーに基づく暴力の分野で活動するパプアニューギニア部族財団で働いている。ここで彼女は、パプアニューギニアにおける女性の価値観に関する文化的態度を変えることを目的とした全国キャンペーン「Senisim Pasin（行動を変えよう）」フィルム・キャンペーンを指揮した。さらに、この基金は2013年の設立以来、150人以上の女性の救出と送還を担ってきた。キッサム自身も、母親と同様に魔女狩りによる虐待と拷問に苦しんでいたケルパリ・レニアタの6歳の娘を救出し、2018年に養子に迎えた。